# Santicle
Santicle (in greco antico: Ξανθικλῆς?, Xanthiklès; Acaia, metà V secolo a.C. – metà IV secolo a.C.) è stato un militare greco antico che partecipò alla spedizione dei Diecimila condotta da Ciro il Giovane contro il fratello Artaserse.

## Biografia
Santicle venne eletto come stratego dei Diecimila al posto di Socrate di Acaia, quando quest'ultimo, con Clearco e gli altri strateghi, venne catturato con un tranello da Tissaferne e giustiziato (401 a.C.).
Quando l'esercito dei mercenari raggiunse Cotiora, Santicle venne multato dal tribunale convocato per controllare il comportamento dei generali per una carenza nei carichi delle navi che avevano portato i soldati da Trapezunte, dei quali doveva occuparsi.